# GNK Dinamo Zagreb
GNK Dinamo Zagreb este un club de fotbal din Zagreb, Croația. A fost înființat în 1945, și încă de la inaugurare evoluează pe stadionul Maksimir. După desființarea Iugoslaviei, a devenit cel mai titrat club al Croației, câștigând campionatul intern în 12 dintre cele 19 ediții disputate până în 2010. Încă de la înființare a evoluat doar în prima divizie: în cea iugoslavă între 1946-1991 și în prima divizie croată din 1992.
În 1992, echipa și-a schimbat pentru scurtă vreme numele în HAŠK Građanski, pentru ca imediat să fie redenumită Croația Zagreb, nume purtat până în 2000 când s-a revenit la denumirea Dinamo.

## Istorie

### Primii ani (1945-1966)
Imediat după Al Doilea Război Mondial, cel trei mari cluburi din Zagreb (HAŠK, Gradanski și Concordia) au fost dezafiliate de autoritățile comuniste în mai 1945. Pentru a le înlocui, a fost înființat noul club FC Dinamo pe 9 iunie 1945. Clubul a folosit culorile lui Gradanski și baza sportivă, mulți jucători de la Gradanski continuându-și cariera la Dinamo. În primii ani, ei au jucat pe vechiul stadion al lui Gradanski, Stadionul Koturaška, după care s-a mutat pe fostul stadion al lui HAŠK, Stadionul Maksimir.
Dinamo a jucat în Prima Ligă Iugoslavă, în primul sezon terminând pe locul secund la 5 puncte de Partizan Belgrad. În sezonul 1947-1948, a terminat pe primul loc cu 5 puncte peste Hajduk Split și Partizan Belgrad. În 1951, aterminat doar vicecampioană, dar a câștigat prima sa Cupă a Iugoslaviei, 4-0 împotriva FK Vojvodina. După aceea, cele mai mari succese au fost ajungerea în semifinalele din Cupa Cupelor UEFA în 1961, când a fost eliminată de ACF Fiorentina și ajungerea în finala din Cupa Orașelor Târguri în 1963, meci pierdut 1-4 împotriva celor de la Valencia CF.

### Era succesului Post-European (1966-2000)
Trei cluburi iugoslave au participat în sezonul 1966-1967 din Cupa Orașelor Târguri, dar au fost eliminate din primele mecirui, excluzând-o pe Dinamo, care a fost prima echipă iugoslavă care a câștigat o competiție europeană. Dinamo a câștigat finala pe Stadionul Maksimir, 2-0 împotriva celor de la Leeds United AFC.
Dinamo a încheiat anii '60 cu un titlu în 1969 și cu sferturile din Cupa Cupelor UEFA. Din păcate, succesul nu a continuat, echipa necâștigând nici un trofeu în anii '70. Dinamo a participat în primul sezon din Cupa UEFA, dar a fost eliminată în runda a doua. Clubul a mai participat de șapte ori în cupă (în 1976, 1978, 1979, 1988, 1989, 1990 și 1992), dar niciodată nu a mai reușit succesul din 1967. În final, la începutul '80, Dinamo a câștigat a șasea cupă a Iugoslaviei, urmând ca în 1982 să câștige al patrulea titlu de campioană. Clubul a mai alte succes în anii '80, decât două clasări consecutive pe locul 2 în campionat.

### Era Croația Zagreb
După ce RSF Iugoslavia a fost desființată, Dinamo a făcut parte din Prima Ligă Croată și primul sezon a fost jucat în 1992. În același an, clubul și-a schimbat numele în HAŠK Građanski, și acest nume a fost schimbat în 1993 în Croația Zagreb. Schimbarea numelui a fost văzută ca o mișcare politică făcută de noua conducere a Croației. Deoarece numele nu a fost acceptat niciodată de suporterii, clubul a fost redenumit din nou în Dinamo pe 14 februarie 2000. Ca și Croația Zagreb, clubul a câștigat șașe campionate și patru cupe ale Croației.
Dinamo s-a calificat în 1998 în grupele UEFA Champions League. A picat într-o grupă cu Ajax Amsterdam, Olympiakos Pireu și FC Porto. Echipa nu a reușit să se califice în sferturi, terminând pe locul 2 în grupă după Olympiakos.

### Ani recenți (2000-prezent)
Clubul a participat în ultimii ani de cinci ori în Liga Campionilor în 2000, 2003, 2006, 2007 și 2008. S-au calificat de trei în grupele Cupei UEFA în 2004, 2007 și 2008, dar nu ajuns niciodată în șaisprezecimi. De la introducerea Europa League, Dinamo s-a calificat în sezoanele 2009-10 și 2010-11. În anul 2011, Dinamo s-a calificat într-o grupă cu Real Madrid, Olympique Lyonnais și Ajax Amsterdam. Echipa a terminat pe ultimul loc.

## Coeficienți UEFA
(La 26 iunie 2013), Sursa: Bert Kassies website Arhivat în 27 noiembrie 2016, la Wayback Machine.
| Loc | Echipa           | Puncte |
| --- | ---------------- | ------ |
| 77  | Racing Genk      | 26.880 |
| 78  | Saint-Étienne    | 26.800 |
| 79  | Dinamo Zagreb    | 25.916 |
| 80  | Sampdoria        | 25.829 |
| 81  | Racing Santander | 25.605 |

## Stadion

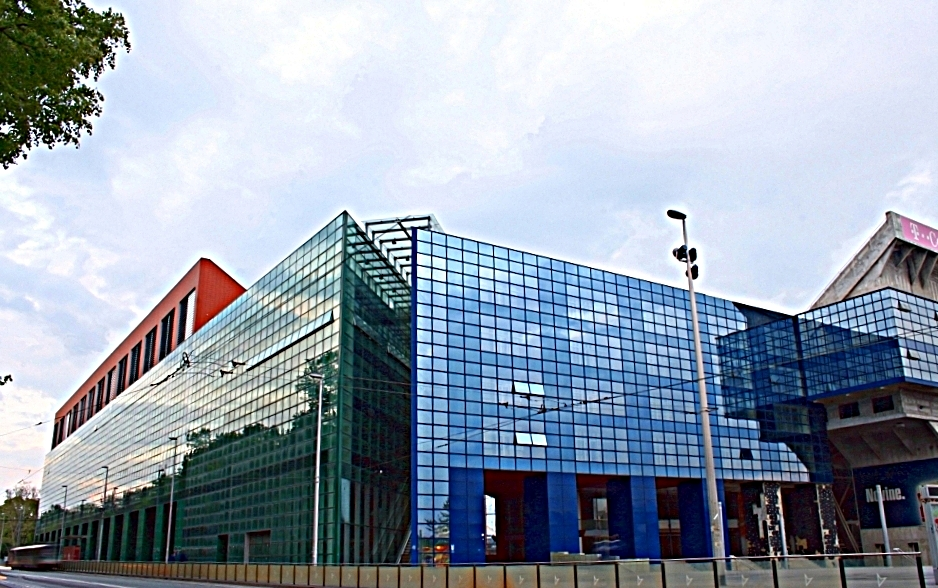
Stadionul Maksimir exterior.

Dinamo își joacă meciurile pe Stadionul Maksimir, care este situat în partea nordică a orașului Zagreb. A fost inaugurat oficial pe 5 mai 1912 și de atunci a fost renovat de mai multe ori. Scaunele au fost puse pe tribunele est și sud în 1997, și un an mai târziu cele nord și vest. Nou construită, tribuna nord are o capacitate de 10.965 de locuri.
Spectatorii au patru tribune: nord, est, vest și sud. Toate sunt pe scune și capacitatea totală este de 38.079 de locuri.
Faza finală a reconstrucției include adăugarea de 16.000 de locuri la capacitatea actuală. Acesta va face ca Stadionul Maksimir să aibă o capacitate exclusiv pentru fotbal de 60.000 de locuri și îi va da posibilitatea să găzduiască finale ale competițiilor europene.
Începutul planului de reconstrucției a fost anticipat în 2008, cu startul lucrărilor în 2010, dar totuși lucrările nu au mai început. Renovarea a început în final în vara anului 2011. Astfel, orașul Zagreb va plăti aprox. 100 de milioane de euro pentru renovare. Stadionul a ajuns o mare problemă pentru Consiliul Local al orașului, care plănuiește să facă un referendum, unde cetățenii sp aleagă dacă vor ca lucrările să continue sau să se construiască un nou stadion. În vara anului 2011, au fost făcute niște mici renovări. Au fost înlocuite toate scaunele cu unele noi și a fost înlocuit gazonul cu unul nou.

## Palmares

### Campionate
- Prva HNL (24) (record): 1992–93, 1995–96, 1996–97, 1997–98, 1998–99, 1999–2000, 2002–03, 2005–06, 2006–07, 2007–08, 2008–09, 2009–10, 2010–11, 2011–12, 2012–13, 2013–14, 2014-15, 2015-16, 2017-18, 2018-19, 2019-20, 2020-21, 2021-22, 2022-23

Vice-campioană (3): 1994–95, 2000–01, 2003–04
- Prima Ligă Iugoslavă (4): 1947–48, 1953–54, 1957–58, 1981–82

Vice-campioană (11): 1946–47, 1951, 1959–60, 1962–63, 1965–66, 1966–67, 1968–69, 1976–77, 1978–79, 1989–90, 1990–91

### Cupe
- Cupa Croației (16): 1993–94, 1995–96, 1996–97, 1997–98, 2000–01, 2001–02, 2003–04, 2006–07, 2007–08, 2008–09, 2010–11, 2011–12, 2014-15, 2015-16, 2017-18, 2020-21

Finalistă (4): 1992, 1992–93, 1994–95, 1999–2000
- Supercupa Croației (7): 2002, 2003, 2006, 2010, 2013, 2019, 2022

Finalistă (3): 1993, 1994, 2004
- Cupa Iugoslaviei (7): 1951, 1959–60, 1962–63, 1964–65, 1968–69, 1979–80,1982–83

Finalistă (8): 1950, 1963–64, 1965–66, 1971–72, 1975–76, 1981–82, 1984–85, 1985–86

## Europa
- UEFA Europa League
  - Sferturi de finale (1) : 2020-21

- Cupa Balcanică: 1976

- Cupa Orașelor Târguri (1): 1966–67

Finalistă (1): 1962–63

## Lotul actual
La 1 septembrie 2022.
| Nr. |                   | Poziție | Jucător                |
| --- | ----------------- | ------- | ---------------------- |
| 1   | Croația           | P       | Danijel Zagorac        |
| 2   | Iran              | F       | Sadegh Moharrami       |
| 3   | Croația           | F       | Daniel Štefulj         |
| 4   | Croația           | F       | Boško Šutalo           |
| 5   | Macedonia de Nord | M       | Arijan Ademi (căpitan) |
| 6   | Danemarca         | F       | Rasmus Lauritsen       |
| 7   | Croația           | M       | Luka Ivanušec          |
| 9   | Croația           | A       | Bruno Petković         |
| 10  | Croația           | M       | Martin Baturina        |
| 11  | Azerbaidjan       | A       | Mahir Emreli           |
| 12  | Croația           | M       | Petar Bočkaj           |
| 13  | Macedonia de Nord | F       | Stefan Ristovski       |
| 14  | Austria           | M       | Robert Ljubičić        |
| 18  | Elveția           | A       | Josip Drmić            |

| Nr. |                       | Poziție | Jucător                          |
| --- | --------------------- | ------- | -------------------------------- |
| 20  | Croația               | M       | Antonio Marin                    |
| 21  | Croația               | M       | Marko Brkljača                   |
| 27  | Croația               | M       | Josip Mišić                      |
| 28  | Franța                | F       | Kévin Théophile-Catherine        |
| 31  | Croația               | M       | Marko Bulat                      |
| 33  | Croația               | P       | Ivan Nevistić                    |
| 37  | Croația               | F       | Josip Šutalo                     |
| 40  | Croația               | P       | Dominik Livaković (vice-căpitan) |
| 41  | Croația               | A       | Gabrijel Rukavina                |
| 55  | Croația               | F       | Dino Perić                       |
| 66  | Austria               | F       | Emir Dilaver                     |
| 70  | Bosnia și Herțegovina | M       | Luka Menalo                      |
| 77  | Croația               | A       | Dario Špikić                     |
| 99  | Croația               | A       | Mislav Oršić                     |

## Jucători remarcabili
| - Denijal Pirić - Milan Badelj - Rudolf Belin - Filip Blašković - Srećko Bogdan | - Marijan Brnčić - Snješko Cerin - Marijan Čerček - Branko Gračanin - Josip Gucmirtl | - Ivica Horvat - Dražen Ladić - Luka Modrić - Mladen Ramljak - Krasnodar Rora | - Sammir - Zlatko Škorić - Drago Vabec - Franjo Wölfl - Slaven Zambata |

### Cel mai bun 11
Cel mai bun lot de 11 jucători din istoria clubului, ales de fani și experți în 2011, este o formație 3–4–3.
Portari
- Fahrija Dautbegović (1967–1973)

Fundași
- Velimir Zajec (1974–1984)
- Josip-Dragutin Horvat (1945–1956)
- Dario Šimić (1992–1998, 2010)

Mijlocași
- Rudolf Belin (1959–1970)
- Zlatko Kranjčar (1973–1983)
- Marko Mlinarić (1978–1987, 1995–1996)
- Robert Prosinečki (1986–1987, 1997–2000)

Atacanți
- Dražan Jerković (1954–1965)
- Igor Cvitanović (1989–1997, 1999–2002)
- Stjepan Deverić (1979–1984, 1987–1991)

## Antrenori
| - Márton Bukovi 1945–1947 - Mirko Kokotović 1947 - Ivan Jazbinšek 1948 - Bruno Knežević 1948–1949 - Bernard Hügl 1950–1952 - Milan Antolković 1952–1953 - Ivan Jazbinšek 1953–1955 - Bogdan Cuvaj 1956 - Milan Antolković 1957 - Gustav Lechner 1957–1958 - Milan Antolković 1959–1960 - Márton Bukovi 1960–1961 - Milan Antolković 1961–1964 - Vlatko Konjevod 1964–1965 - Branko Zebec 1965–1967 - Ivica Horvat 1967–1970 - Zlatko Čajkovski 1970–1971 - Dražan Jerković 1971–1972 - Stjepan Bobek 1972 - Domagoj Kapetanović 1973 - Ivan Marković 1973–1974 - Mirko Bazić 1974–1977 - Rudolf Belin 1977–1978 - Vlatko Marković 1978–1980 |  | - Ivan Marković 1980 - Miroslav Blažević 1980–1983 - Rudolf Belin 1983 - Vlatko Marković 1983 - Branko Zebec 1984 - Tomislav Ivić 1984–1985 - Zdenko Kobeščak 1985 - Miroslav Blažević 1986–1988 - Josip Skoblar 1988–1989 - Rudolf Belin 1989 - Josip Kuže 1989–1990 - Vlatko Marković 1990–1991 - Zdenko Kobeščak 1991–1992 - Vlatko Marković 1992 - Miroslav Blažević 1992–1994 - Ivan Bedi 1994 - Zlatko Kranjčar 1994–1996 - Otto Barić 1996–1997 - Marijan Vlak 1997–1998 - Zlatko Kranjčar 1998 - Ivan Bedi / Hrvoje Braović 1998 - Velimir Zajec 1998–1999 - Ilija Lončarević 1999 - Osvaldo Ardiles 1999 |  | - Marijan Vlak 1999–2000 - Hrvoje Braović 2000–2001 - Ilija Lončarević 2001–2002 - Marijan Vlak 2002 - Miroslav Blažević 2002–2003 - Nikola Jurčević 2003–2004 - Đuro Bago 2004 - Nenad Gračan 2004 - Ilija Lončarević 2005 - Zvjezdan Cvetković 2005 - Josip Kuže 2005–2006 - Branko Ivanković 2006–2008 - Zvonimir Soldo 2008 - Branko Ivanković 2008 - Marijan Vlak 2008–2009 - Krunoslav Jurčić 2009–2010 - Velimir Zajec 2010 - Vahid Halilhodžić 2010-2011 - Krunoslav Jurčić 2009–2010 - Ante Čačić 2011-2012 - Krunoslav Jurčić 2012-2012 - Krunoslav Jurčić 2012-2013 - Zoran Mamić 2013- |